# ダイハツ・ムーヴコンテ
ムーヴ コンテ（MOVE Conte）は、ダイハツ工業が製造・販売していた、ムーヴシリーズの軽トールワゴンである。通称「コンテ」。
本項では、当車種のマスコットキャラクターである「カクカク・シカジカ」（略称：カクシカ）についても記述する。

## 概要
2008年にダイハツの主力車種である4代目ムーヴの派生モデルとして登場した。登場時の月間目標販売台数は4000台であった。ムーヴとは異なり、直線・平面的な外観になっている。また、高さ方向以外の室内寸法は標準ムーヴより小さく、後席ではシートスライドなどの一部の機能を省略する代わりに、前席はパワーエントリーシートなどの採用により、快適性や質感を高めるなど、標準車よりも前席を優先し、差別化を図っている。
車名の「Conte」はCommunity（台本、コンテ）の略称で、自分らしい生活を描くクルマを表現している。また、Comfortable Interiorの略で、乗る人の心地良さを追求したクルマの意味である。その四角い外見から連想される英語のcontainer「コンテナ」からの造語でもある。conteはイタリア語で「あなたと」という意味もある。
モデルチェンジされることはなく、2017年に1世代限りで販売終了となった。
当車種は親会社であるトヨタ自動車へのOEM供給も行われており、2011年9月にトヨタ初の軽自動車「ピクシス スペース」として発売されている。

## メカニズム
エンジンはKF-VE型直列3気筒自然吸気エンジンと、KF-DET型直列3気筒ターボエンジンが設定される。トランスミッションは発売当初は4速ATとCVTが設定されたが、2010年5月の仕様変更で4速ATを搭載するエントリーグレードの「L」が廃止され、全車CVT仕様となった。
2011年6月のマイナーチェンジでは、自然吸気エンジンが5代目ムーヴから採用されている第2世代KFエンジンに変更され、「X」と「カスタムG」には同じく5代目ムーヴに採用されているアイドリングストップ機構「eco IDLE（エコアイドル）」も装備された。これらにより燃費が向上し、「平成22年度燃費基準+25%」を達成した。2012年4月の一部改良時にはミライースに搭載されている「e:Sテクノロジー」を採用した新エンジンと動力伝達効率を向上した改良型CVTを組み合わせたパワートレインが採用された。合わせて停車前アイドリングストップ機能付新型「eco IDLE」（すでに「eco IDLE」を搭載している「X」、「G NAVI」、「カスタムG」はシステムを改良、「L」、「カスタムX」、「カスタムRS」は新搭載）、エコ発電制御（減速エネルギー回生機能付）を採用したことで燃費を向上し、NA・2WD車は「平成27年度燃費基準+20%」、NA・4WD車は「平成27年度燃費基準+10%」、「カスタムRS」は「平成27年度燃費基準」をそれぞれ達成した。さらに、「カスタムRS」は排出ガスのクリーン化により、「平成17年基準排出ガス75%低減レベル（☆☆☆☆）」も同時に達成した。
2013年7月の一部改良ではNA車全グレードで5代目・後期型ムーヴに採用されたCVTサーモコントローラーが採用され、NA・2WD車には「エコアイドル」の停車前アイドリングストップの車速を9km/h以下に早めたことで燃費を向上。これにより、NA・2WD車に加え、NA・4WD車も「平成27年度燃費基準+20%」を達成した。ターボ車の「カスタムRS」も燃費を向上し「平成27年度燃費基準+10%」を達成した。また、ブレーキのサイズアップで制動性を向上し、部品の改良により静粛性も向上した。

## デザイン
ムーヴ同様、ノーマル（以下「コンテ」）のほかにドレスアップモデルの「ムーヴ コンテ カスタム」（MOVE Conte CUSTOM、以下「コンテカスタム」）が設定される。カスタムではバンパー、ヘッドランプ（カスタムはディスチャージヘッドランプを採用）、フォグランプ、リヤコンビランプなどのデザインが変更されている。エクステリアは4代目ムーヴとは異なり、直線・水平基調となっている。
インテリアは、「ゆったりくつろげる部屋」のようなコンセプトで、かつて販売されていたネイキッドのイメージを受け継ぐ直線基調のインパネ、縁にパイピングを施し、パワーエントリーシートを組み合わせたプレミアムソファーシート、ライトグレーにレッドのアクセントカラーを取り入れたインテリアカラーを採用した。4代目ムーヴとは違い、リアシートのスライド機構は付かず、リクライニングは1段階のみ対応する。センターメーター、インパネシフトは採用されていない（代わりに2代目タントと同形状のコラムシフトを採用）。
2010年5月の仕様変更時にはラジオアンテナがピラー内蔵型（ピラーアンテナ）からルーフ設置型（ルーフアンテナ）に変更された。
2011年6月のマイナーチェンジでは「コンテ」、「コンテカスタム」ともにフロントグリルが変更され、センタークラスター色はダークシルバーに変更、平均燃費計が追加された。コンテカスタムについては一部グレードで「eco IDLE」エンブレムが装着された関係でバックドア左側に配置されていた「CUSTOM」のロゴエンブレムが廃止された。
2013年7月の一部改良ではボディカラーの変更のほか、コンテでは外内装が変更され、ボディ上部、ドアミラー、ホイールキャップを白（ボディはパールホワイトIII）で統一した2トーンカラー3パターンも設定された（2トーンカラーはメーカーオプション設定）。「X」と「G NAVI」はホイールキャップデザインを2010年5月発売の特別仕様車「X +S」と同様のデザインから中央部のカクシカのマークを四角をイメージした汎用のデザインに変更された。内装ではインパネやシートのアクセントカラーがグリーンに変更された。

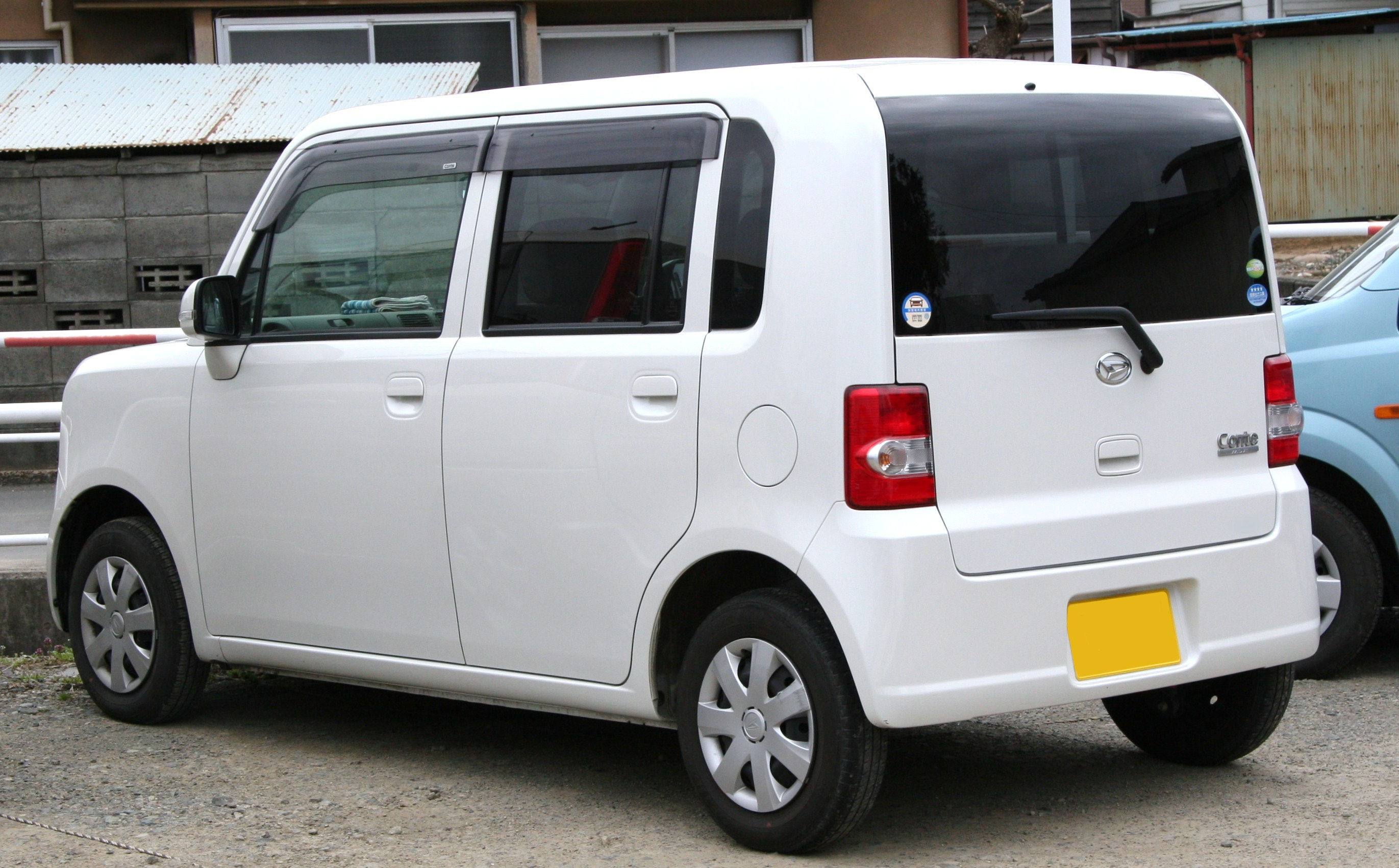
2008年8月発売型 リア 2008年8月 - 2011年6月
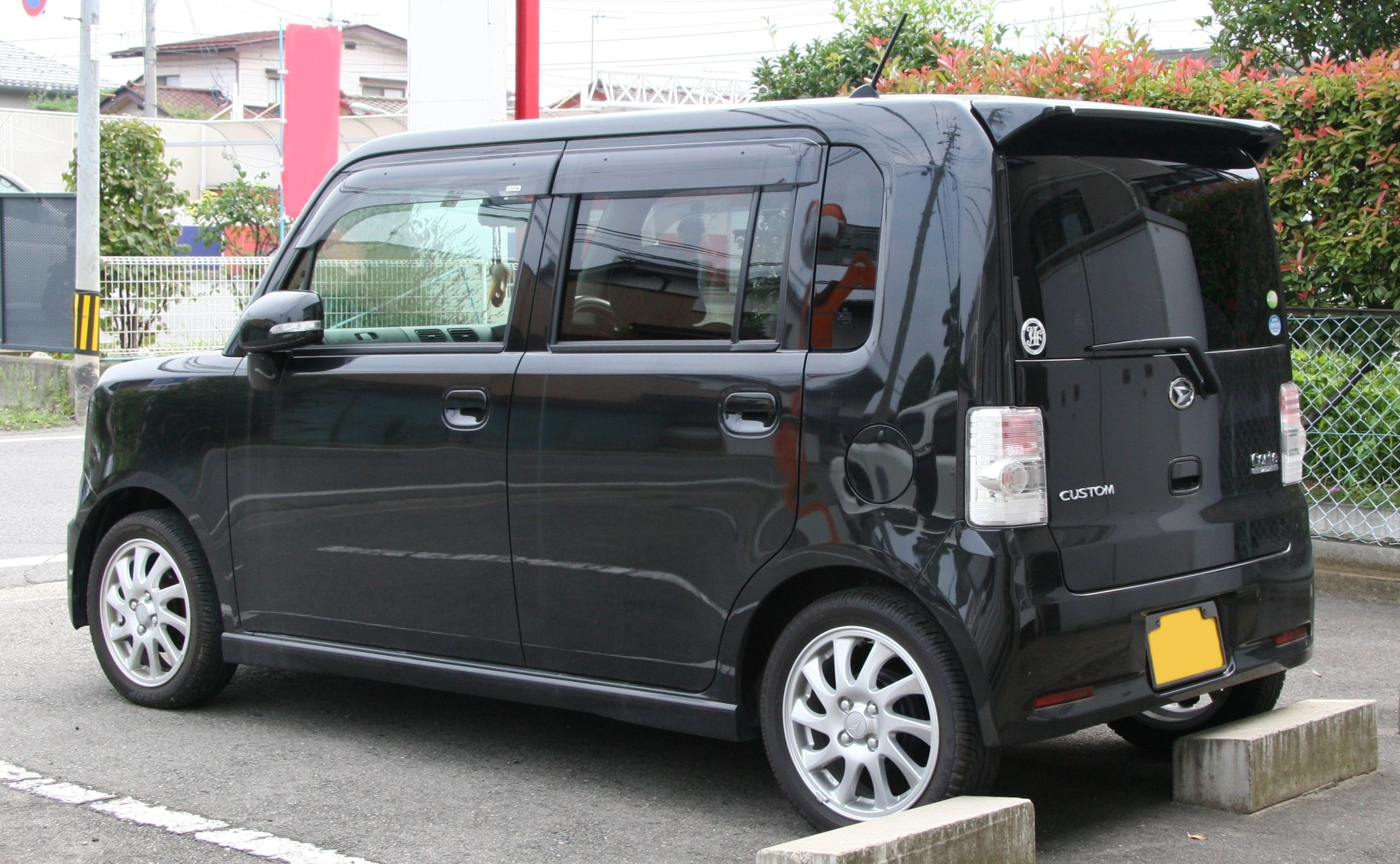
2008年8月発売型 カスタムRS リア 2008年8月 - 2011年6月
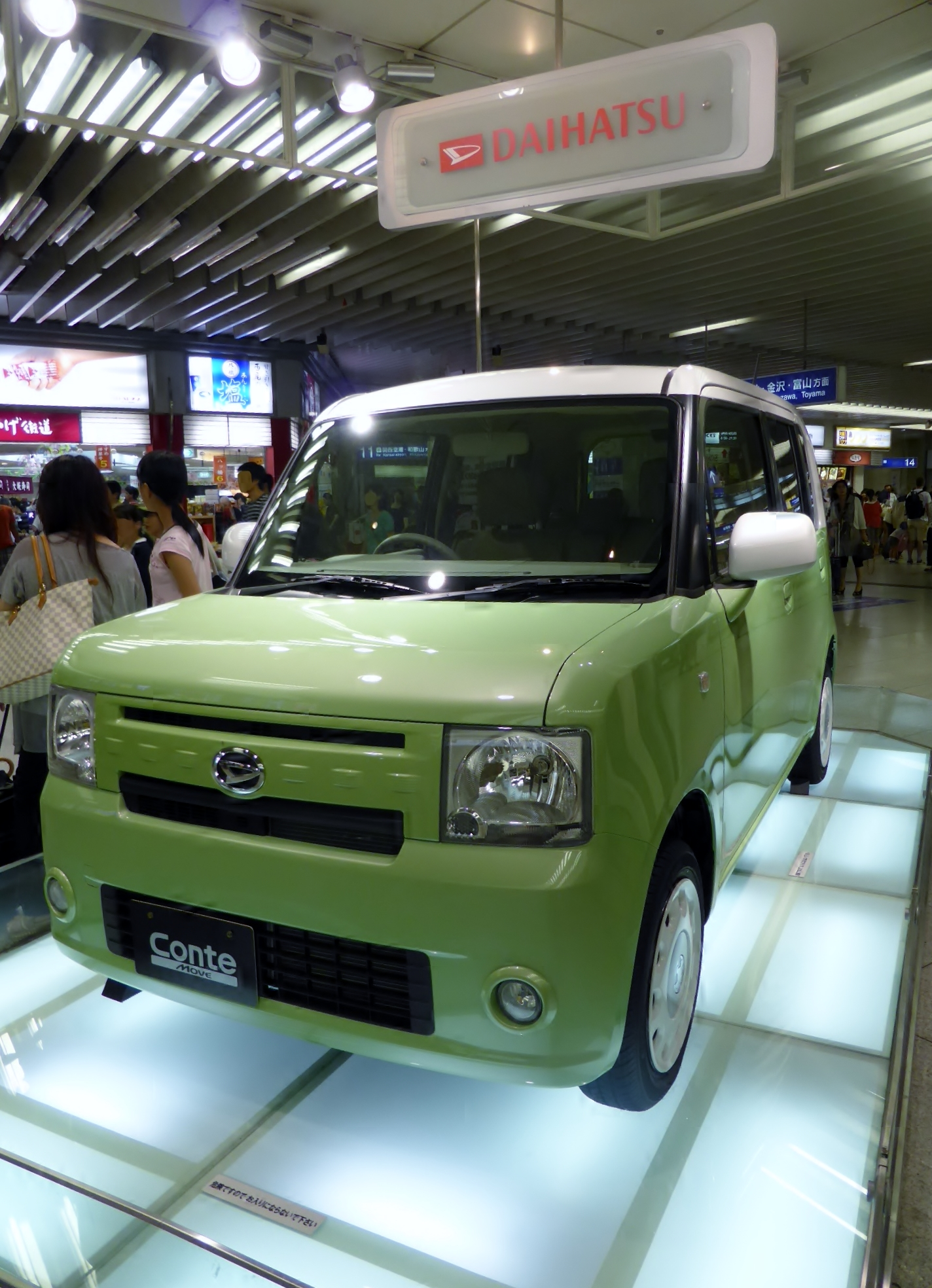
2011年6月改良型 2011年6月 - 2017年3月[注釈 5]
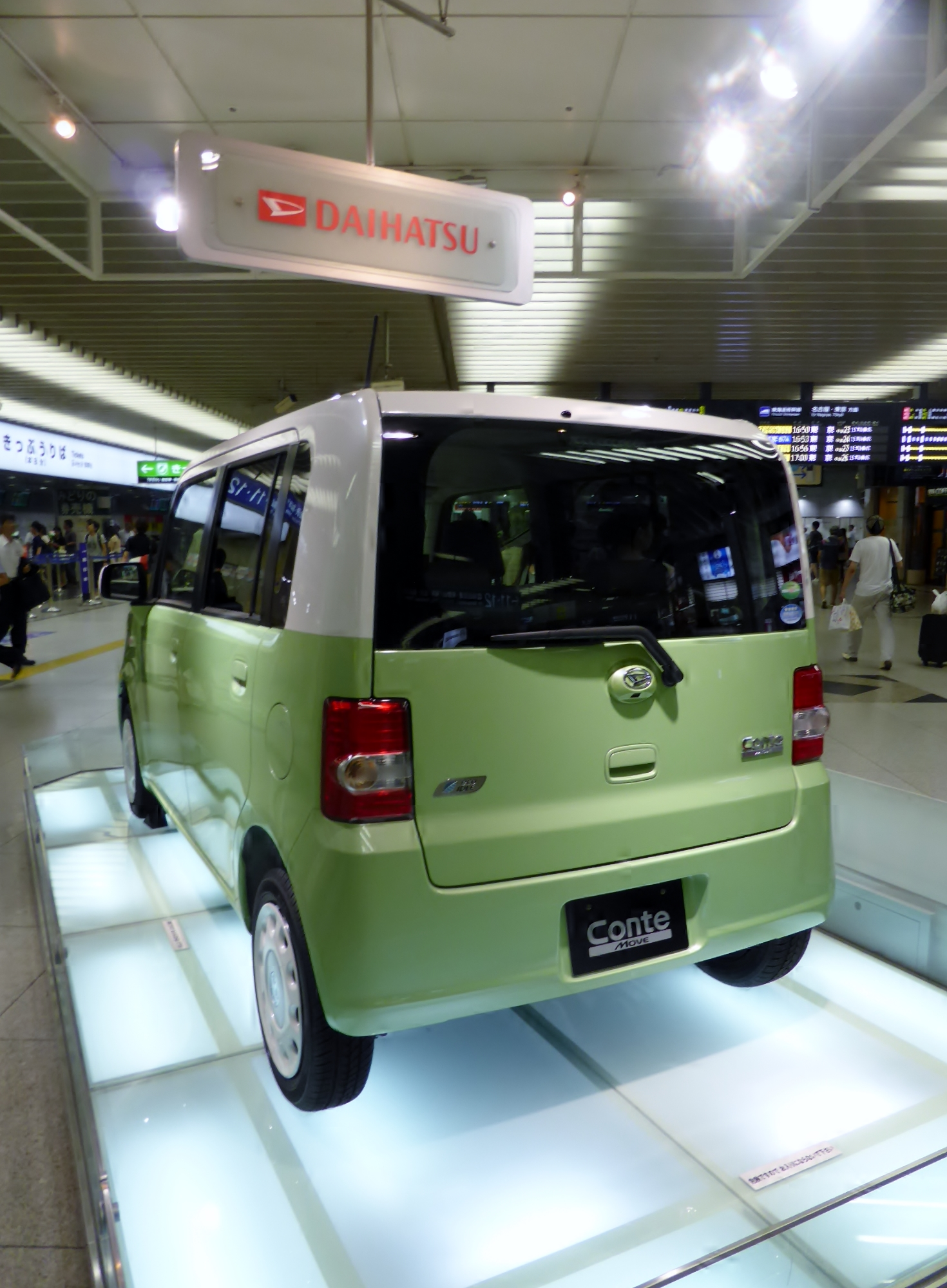
2011年6月改良型 リア 2011年6月 - 2017年3月[注釈 6]

## ラインアップ

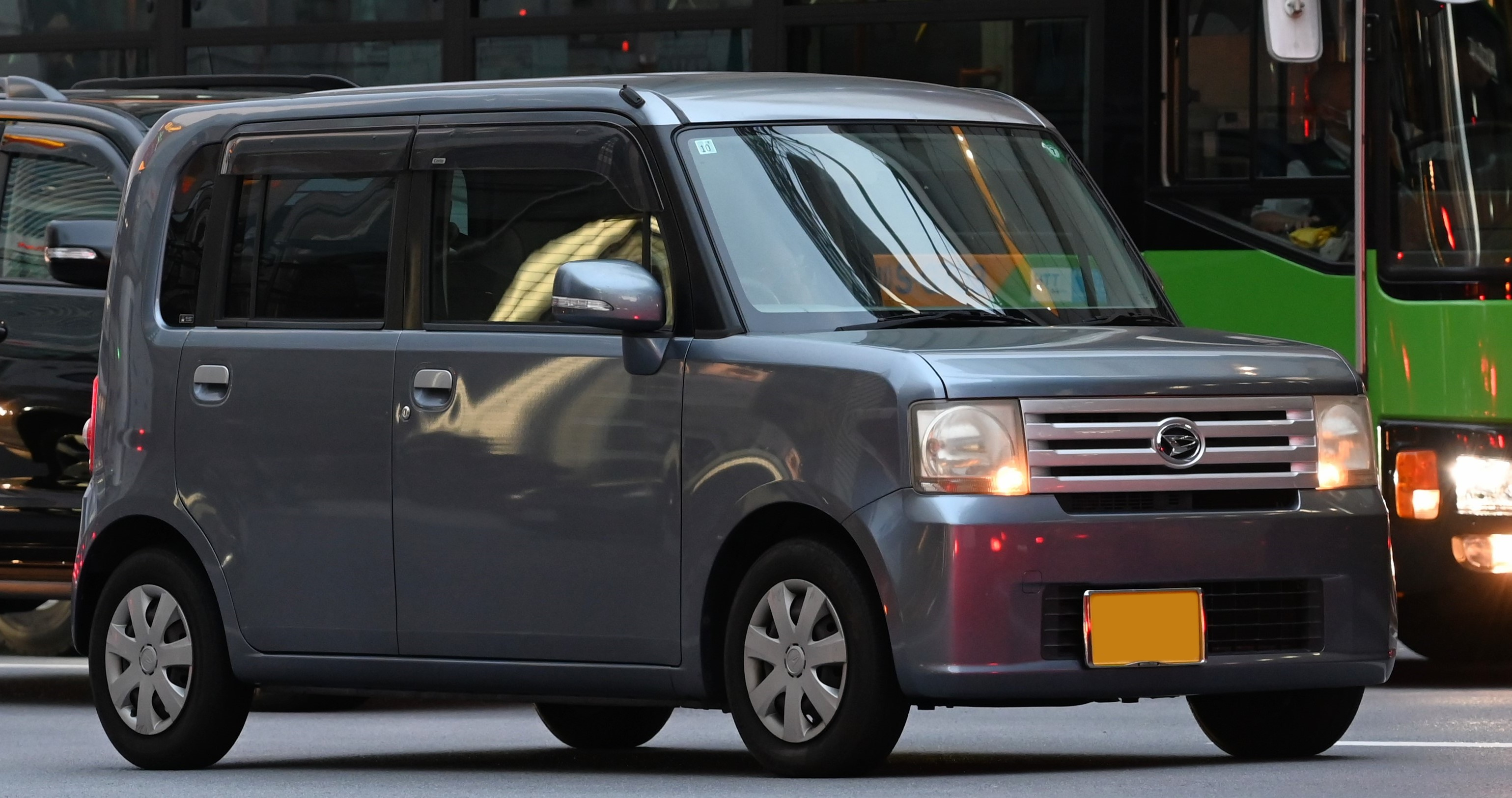
X Special（2009年9月発売）

「コンテ」のグレード構成は、発売当初は「L」、「L Limited」、「X」、「X Limited」が設定された。「L」がベースグレードとなり、13インチホイールカバー、マニュアルエアコンなどが装備され、トランスミッションは4速AT（2010年5月以降はCVT）となる。「L Limited」は「L」にフルオートエアコンなどの快適装備が追加された仕様で、「X」以上のグレードではトランスミッションがCVTとなり、フォグランプが装備され、AピラーとBピラーがブラックアウトされる。「X Limited」ではさらに14インチアルミホイールが装備される。「コンテカスタム」のグレード構成は「カスタムX」と「カスタムRS」であり、「カスタムX」ではカスタムシリーズ専用外装装備のほか、14インチアルミホイールやフルオートエアコンも装備される。「カスタムRS」にはターボエンジンが搭載され、15インチアルミホイール、ローダウンサスペンション、フロントスタビライザーが追加装備される。
2009年9月にはコンテ「X」をベースにシルバーフロントグリル&ドアアウターハンドル、ドアミラーターンランプ、チルトステアリング、オートエアコンなどの装備を追加した「X Special」が追加された。2009年12月の一部改良ではグレード体系の変更が行われ、コンテでは「L Limited」、「X Limited」が廃止されて「X Special」がカタロググレードとなり、最上級グレードの「G」が追加された。コンテカスタムでは新たに「X Limited」が追加され、全車にトップシェイド付きのフロントウインドウが採用された。2010年5月には「L」が廃止された。
2011年6月のマイナーチェンジでもグレード体系が変更され、コンテは「X Special」と「G」が廃止され、2010年5月の一部改良時に廃止されていた廉価グレードの「L」がCVT仕様で再設定された。コンテカスタムは「X Limited」と入れ替えでアイドリングストップシステムを搭載した「G」が新設された。2011年9月にはバックモニター内蔵メモリーナビゲーションシステム、マルチリフレクターハロゲンフォグランプなどを装備した新グレード「G NAVI」も追加されたが、2015年4月の一部改良時に「G NAVI」は廃止された。

### 特別仕様車
X+S

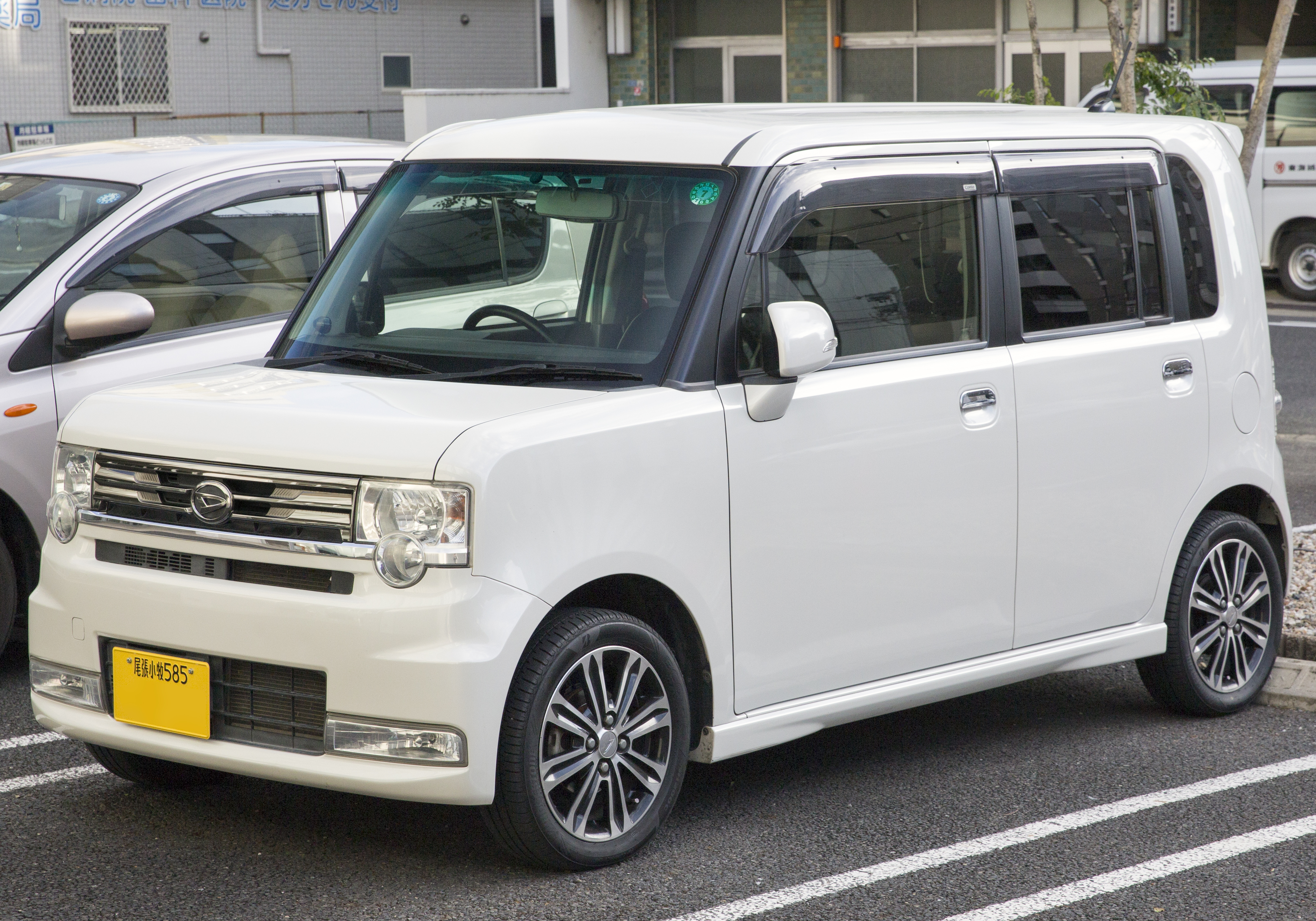
カスタムX "VS"（2014年5月発売）

2010年5月発売。「X」をベースとし、マスコットキャラクターのカクカク・シカジカをワンポイントに施した専用の14インチフルホイールキャップと専用バックドアデガールなどを追加装備したモデル。価格はベース車両の「X」より1万円安く設定されている。
X "Limited"

2012年11月に発売された特別仕様車で、コンテ発売当初に設定されていたカタロググレードの「X Limited」とは異なる。「X」をベースに、ブラックインテリア、内装メッキ加飾、ドアミラーターンランプ、ウレタンステアリングホイール（ブラック/メッキオーナメント付）、トップシェイドガラス、照明付バニティミラー（運転席/助手席）&チケットホルダー（運転席）を装備したモデル。
スマートセレクションSN

2014年5月発売。「X」とカスタム全グレードをベースに、スマートフォン連携ナビゲーションシステム、スーパーUV&IRカットガラス（フロントドア）、スーパーエアクリーンフィルターを装備したモデル。2015年4月の一部改良時で廃止となった。
VS

2014年5月にスマートセレクションSNと同時に発売。「X」および「カスタムX」をベースとしており、「X」はカラードエアロリアバンパー（リアリフレクター付）を特別装備するとともに、フロントグリルとフォグランプベゼルにパールホワイトを採用し、リアコンビランプをクリアクリスタル化。「カスタムX」はフロントグリルにライトスモークメッキを採用し、ステアリングは上級グレードの「カスタムG」や「カスタムRS」と同じ革巻（メッキオーナメント・プレミアムシャインブラックベゼル付）に変更された。アルミホイールは15インチにサイズアップし、専用デザインのものが装備される。上述の「スマートセレクションSN」の特別装備内容を追加した「VSスマートセレクションSN」も設定される。「X "VS"」は2015年4月の「L "VS II"」発売時に廃止されたが、「カスタムX "VS"」は「L "VS II"」発売後も継続販売された。
L "VS II"

2015年4月発売。「X "VS"」の廃止と入れ替わりで設定された特別仕様車で、「L」をベースに、外観には専用シルバーグリル、専用14インチアルミホイール、マルチリフレクターハロゲンフォグランプ（メッキベゼル付）、カラードエアロバンパー（リア）、リアスポイラー、トップシェイドガラス（フロントウィンドゥ）を装備し、リアコンビネーションランプ（LEDストップランプ）をクリアクリスタル化。内装はインナードアハンドルとエアコンレジスターノブをメッキ化し、「ブラックインテリアパック（メッキシフトレバーボタンを除く）」を標準装備した。

## 年表
2008年8月25日
発売。
2009年9月1日
「X Special」が追加。
2009年12月25日
一部改良。JC08コールドモードに対応し、グレード体系も整理された。
2010年5月6日
仕様変更。特別仕様車「X+S」を発売。
2011年6月6日
マイナーチェンジ。
2011年9月5日
新グレード「G NAVI」を追加。
2012年4月9日
一部改良（「カスタムRS」は5月下旬より生産開始）。パワートレインの改良と装備の見直しが行われた。
2012年11月1日
特別仕様車「X "Limited"」を発売。
2013年7月1日
一部改良。
2014年5月8日
特別仕様車「スマートセレクションSN」、「VS」を発売。ボディカラーの一部変更も行われた。
2015年2月
ここまでの販売台数の累計が26万3962台に達する。
2015年4月8日
一部改良並びに特別仕様車「L"VS II"」を発売。
2016年7月22日
ボディカラーの一部廃止。
2016年12月末
オーダーストップに伴い生産終了。以後、在庫のみの対応となり、在庫がなくなり次第販売終了となる。
2017年1月28日
後述するコンテのOEM車であるトヨタ・ピクシススペースが販売終了。
2017年3月31日
販売終了、およびホームページへの掲載終了。

## カクカク・シカジカ
コンテのデビュー時から登場した、黒縁眼鏡を掛けたシカのマスコットキャラクター。中黒なしの"カクカクシカジカ"や、略して"カクシカ"とも呼ばれている。声は生瀬勝久（初代）、津田健次郎（2代目）、キャラクターデザインは坂崎千春によるもの。角は取り外すことができる。
当初はコンテとしてのマスコットキャラクターだったものの、次第に「大初夢フェア」、および「エコカー補助金キャンペーン」等のダイハツのキャンペーンCMにも登場するようになり、ダイハツのマスコットキャラクターとしての地位を確立した。
その事もあり、コンテでは設定のないスマートアシスト（略称「スマアシ」）のCMにも登場した。また、コンテ終売後もキャンペーンCMに登場しており、2022年現在でもダイハツ公式LINEアカウントでのアイコンとなっている。
プロフィール上は4人家族の父で、1男1女の子供がいるという設定。「シカジカ」が名字である。
2023年（令和5年）4月24日、Jリーグのブラウブリッツ秋田が、同年5月の対大分トリニータ戦に向け、カクカクシカジカを期限付き移籍で獲得したと発表した。両チームともにダイハツの関連会社がスポンサーとして名を連ねているため、このカードは「ダイハツダービー」と呼ばれている。